# Борисово-Покровский район
Борисово-Покровский район — административно-территориальная единица в составе Нижегородского края, существовавшая в 1929—1931 годах. Центр — село Борисово-Покровское.
Борисово-Покровский район был образован в июле 1929 года в составе Нижегородского округа Нижегородского края.
В состав района вошли следующие территории бывшего Нижегородского уезда:
- из Алистеевской волости: Инютинский с/с
- из Борисово-Покровской волости: Борисово-Покровский, Кужутский, Новожердинский, Подлесовский, Семетский, Чернухинский с/с
- из Безводинской волости: Шелокшанский с/с
- из Каменской волости: Букинский, Гарский, Каменский с/с.

30 июля 1930 года в связи с ликвидацией окружной системы в СССР Борисово-Покровский район перешёл в прямое подчинение Нижегородского края.
27 июля 1931 года Борисово-Покровский район был упразднён. При этом Букинский, Гарский, Инютинский, Каменский с/с были переданы в Богородский район; Борисово-Покровский, Кужутский, Новожердинский с/с — в Дальнеконстантиновский район; Подлесовский с/с — в Работкинский район; Семетский, Чернухинский, Шелокшанский с/с — в Кстовский район.